# Acropelta carvifolia
Acropelta carvifolia là một loài thực vật có mạch trong họ Dryopteridaceae. Loài này được (Diels) Pic. Serm. miêu tả khoa học đầu tiên năm 1977.